# BeetleCam
BeetleCam是一種安置起來用以近距離拍攝野生動物的遙控相機，內裝有DSLR或無反光鏡相機。其發明人是英國野生動物攝影師威爾·布拉德·盧卡斯（Will Burrard-Lucas）和他的兄弟馬特（Matt），首次亮相于2010年的“BeetleCam探險”（The Adventures of BeetleCam）電視劇中。 當時用來拍攝坦桑尼亞魯阿哈和卡塔維國家公園的大象、水牛以及獅子。其中一台還因獅子的襲擊而被毀。
二人在2011年又出產了兩台BeetleCams，以拍攝獅子的影像。BeetleCam Mark II 使用Canon EOS 1Ds Mk III。

## 外部連結
- Beetlecam website（页面存档备份，存于）
- Video featuring Beetlecam 2011（页面存档备份，存于）
- BBC BeetleCam interview（页面存档备份，存于）